# Tatort: Das Mädchen am Klavier
Der Fall Das Mädchen am Klavier ist der 70. Fernsehfilm der Krimireihe Tatort. Vom Bayerischen Rundfunk produziert, wurde die Episode am 2. Januar 1977 im Ersten Programm der ARD erstmals ausgestrahlt. Es handelt sich um den 8. Fall von Kommissar Veigl, dargestellt von Gustl Bayrhammer.

## Handlung
Nach einem Brand einer Schule wird in den Trümmern eine zunächst nicht identifizierbare Leiche gefunden, deren Obduktion ergibt, dass Genickbruch die Todesursache war. Für den ermittelnden Kommissar Veigl gibt es mehrere Verdächtige, die auf unterschiedliche Weise von dem Brand profitieren. Die Lehrerin Dr. Hildegard Förster beschwerte sich schon seit längerem über das marode Gebäude und sorgt schnell dafür, dass der mit ihr gut befreundete Architekt Ruby einen Plan für einen Neubau beim Bauamt präsentieren kann. Das Ehepaar Riedel, die beide als Hausmeister in der Schule wohnten und sich auseinandergelebt haben, waren beide während des Brandes nicht zu Hause und können nun eine hohe Versicherungssumme kassieren. Insbesondere Enrico Riedel gerät ins Visier der Ermittler, da er mehr Geld für seine teuren Hobbys ausgibt, als er anscheinend verdient. Nach ihrer Trennung von ihm widerruft zudem seine junge Freundin das Alibi, das sie ihm zuerst gegeben hatte. Es stellt sich aber heraus, dass Enrico Riedel das Alibi zur Deckung eines anderen Verbrechens brauchte: Er hatte in der entscheidenden Nacht mit einem Komplizen einen amerikanischen Touristen ausgeraubt.
Derweil kann durch eine bei der Toten gefundene Brosche, die im Fernsehen gezeigt wird, von der alten Frau Roon die Tote als eine vermutliche junge Bekannte identifiziert werden, Barbara Köppen, die Sängerin werden wollte, aber keinen festen Wohnsitz hatte und sich mal hier, mal da aufhielt, sich schon länger nicht bei ihr gemeldet hatte. Allerdings hilft das den Ermittlern zunächst nicht wirklich weiter.
Veigl kann ermitteln, dass Sweetie, die durch ein früheres Erlebnis traumatisierte Tochter des Architekten Ruby, das Feuer gelegt hat, um ihrem Vater wieder einen neuen Auftrag zu verschaffen. Sie wusste zwar, dass die Hausmeister in Urlaub waren. Sie wusste aber nicht, dass der Hausmeister Riedel zwei jungen Frauen, die von einer Karriere als Sängerin und Musikerin träumten, erlaubt hatte, die Schule als Notquartier zu benutzen. Veigl kann die junge Frau, die das Feuer überlebt hat (das Mädchen am Klavier), in einer Bar ausfindig machen. Diese bestätigt dem Kommissar, dass sie zusammen mit ihrer Freundin stark alkoholisiert vom Feuer überrascht worden sei und beide zu fliehen versucht hätten. Dabei sei ihre Freundin zu Tode gestürzt, während sie entkommen konnte. Weil sie starke Schuldgefühle hatte, habe sie sich nicht bei der Polizei gemeldet. Nun ist sowohl die Ursache des Brandes als auch die Identität der Toten geklärt.

## Sonstiges/Hintergrund
Bei ihrer Erstausstrahlung erreichte die Folge einen Marktanteil von 68,00 %.
Die brennende Schule war eigentlich ein großes Anwesen in der ehemaligen Ortschaft Franzheim zwischen Freising und Hallbergmoos. Das Gebäude konnte abgebrannt werden, weil der gesamte Ort dem Bau des Flughafens München weichen musste.

## Kritik
TV Spielfilm gab lediglich für Humor und Spannung jeweils einen Punkt und urteilte: „Ein früher, noch nicht ausgereifter Tatort.“